# Gustavo Bueno (Fußballspieler)
Gustavo Bueno, vollständiger Name Gustavo Daniel Bueno D’Amico, (* 16. Juli 1963 in Montevideo) ist ein uruguayischer ehemaliger Fußballspieler und derzeitiger -trainer.

## Spielerlaufbahn
1982 begann Bueno, der als schneller Stürmer beschrieben wird, seine Karriere als Spieler in Montevideo bei Danubio unter Trainer Sergio Markarián. Später spielte er in São Paulo in der B Paulista für Fernandopolis.

## Trainerlaufbahn
1993 trainierte Bueno bereits als 29-Jähriger den La Luz FC und führte den Verein aus Aires Puros als ungeschlagener Meister der C in die Segunda División. Der Aufstieg in die Primera División scheiterte in jenem Jahr dann an den überlegenen Vereinen Basáñez und Central Español, deren Trainer Miguel Puppo bzw. Pepe Urruzmendi waren. 1994 führte ihn sein Weg zu Nacional, wo er die Trainingsleitung der Reservemannschaft innehatte. Am 3. Spieltag des Torneo Apertura 1996 übernahm er übergangsweise erstmals die Profimannschaft als Trainer. Seine Premiere feierte er mit einem 4:0-Sieg über Danubio. 2010 folgte am 8. Spieltag der Clausura nach dem Ausscheiden von Luis González ein weiterer Einsatz als Erstligatrainer bei den Bolsos. Juan Ramón Carrasco folgte sodann als Cheftrainer nach. Vom 4. März 2013 bis 28. März 2013 war Bueno gemeinsam mit Juan Carlos „Cacho“ Blanco ein drittes Mal als Interimstrainer in Nachfolge von Gustavo Díaz tätig. Rodolfo Arruabarrena übernahm anschließend die Cheftrainerposition bei den Bolsos. Noch im selben Jahr übte Bueno sodann seither wieder das Amt des Trainers der Reserve-Mannschaft der Montevideaner in der Tercera aus. Zur Saison 2014/15 übernahm Bueno mit dem Trainerteam bestehend aus Co-Trainer Jorge Barrios, Prof. Juan Antonio Tchakidjian („Preparador físico“) und Prof. Matías Buzo (stellvertretender „Preparador físico“) die Trainingsleitung beim Erstligisten Centro Atlético Fénix. Noch vor Ende der Apertura 2014 trennten sich Bueno und der Klub, unmittelbar nachdem man am 23. November 2014 mit 1:2 gegen Peñarol unterlag, was die fünfte Niederlage in Folge bedeutete.

## Erfolge
- Zweitliga-Aufstieg mit dem La Luz Fútbol Club

## Sonstiges
Der seit einigen Jahren in La Blanqueada lebende Bueno ist der Vater des Fußballspielers Gonzalo Bueno und Cousin des Ex-Nationalspielers Darío Pereyra.